# Michael Hüppi
Michael Hüppi (* 1956) ist ein Schweizer Rechtsanwalt und Sportfunktionär.

## Leben
Hüppi wurde 1956 geboren und ist heimatberechtigt in Gommiswald. Er studierte Rechtswissenschaften an der Universität Bern und wurde dort promoviert. 1987 wurde er zum Rechtsanwalt zugelassen. Hüppi lebt in St. Gallen. Sein Bruder ist der ehemalige TV-Sportmoderator und jetzige FC St. Gallen Präsident Matthias Hüppi.
Von 1985 bis 1986 war Hüppi Substitut am Bezirksgericht Gossau. Seit 1987 ist er bei der Anwaltskanzlei Schoch, Auer & Partner in St. Gallen tätig, seit 1992 als Partner.
Hüppi engagiert sich bei der Christlichdemokratischen Volkspartei. Er kandidierte 2011 erfolglos für den Kantonsrat St. Gallen.

## Sport
Beim Fussballclub FC St. Gallen war Hüppi Präsident des Business-Clubs, einer der vier Donatorenvereinigungen des Fussballclubs, und von 2008 bis 2010 Präsident des FC St. Gallen. Später wurde er Vizepräsident des Fussballclubs.